# Mademoiselle Juliette
«Mademoiselle Juliette» es el primer sencillo del álbum Psychédélices, de la cantante francesa Alizée. Fue presentado en la estación de radio francesa NRJ el 27 de septiembre de 2007, donde se transmitió por primera vez. Finalmente fue lanzado el 30 de septiembre. El video de «Mademoiselle Juliette» fue lanzado el 19 de noviembre de 2007.

## Formatos
French CD maxi single
1. «Mademoiselle Juliette» (Álbum Versión) 3:05
2. «Mademoiselle Juliette» (Datsu Remix Edit) 3:22
3. «Mademoiselle Juliette» (Abz Remix) 3:07
4. «Mademoiselle Juliette» (Potch & Easyjay Remix) 3:06
5. «Mademoiselle Juliette» (Shazo Remix) 4:20
6. «Mademoiselle Juliette» (Deefire 2 Remix) 3:05
7. «Mademoiselle Juliette» (Datsu Remix Extended) 4:48
8. «Mademoiselle Juliette» (Push Up Plump DJs Remix) 7:24
9. «Mademoiselle Juliette» (Alber Kam Extended) 7:03

French 12" vinyl single (Picture Disc Limited Edition)
A Side:
1. «Mademoiselle Juliette» (Radio Edit) 2:21
2. «Mademoiselle Juliette» (Push up Plump Dub Remix) 7:20
3. «Mademoiselle Juliette» (Datsu remix Extended) 4:48
4. «Mademoiselle Juliette» (Shazo Remix) 4:20
5. «Mademoiselle Juliette» (Deefire 2 Remix) 3:05

B Side:
1. «Mademoiselle Juliette» (Push up Plump DJ's Remix) 7:24
2. «Mademoiselle Juliette» (Alber Kam Extended) 7:03
3. «Mademoiselle Juliette» (Potch & Easyjay Remix) 3:06
4. «Mademoiselle Juliette» (Acapella Full) 3:05

## Letra
La letra de "Mademoiselle Juliette", escrita por Jean Fauque y su esposo Jérémy Chatelain y basada en la obra de Shakespeare Romeo y Julieta, habla de que Julieta está cansada de hacer lo que Shakespeare le ordene que haga: "Ne pas se faire mettre en pièce, Dans son rôle elle ne veut que'elle pas de répliques de toutes pièces". Al contrario, está enfadada de querer unir las familias Montesco y Capuleto: "À choisir entre Montaigu Capulet". Ella prefiere pasar un tiempo de celebración: "Aimerait faire la fête Champagne à sobrer coke à décapsuler".